# O Programa da Cristina
O Programa da Cristina foi um talk show português apresentado por Cristina Ferreira na SIC.
Estreou a 7 de janeiro de 2019 e terminou a 17 de julho de 2020 devido à saída repentina da apresentadora do programa para a TVI, sendo substituído pelo Casa Feliz.

## Formato
Neste programa, apresentado por Cristina Ferreira, o cenário representa uma casa que pretende demonstrar um lado intimista da televisão. Nesta casa, existe uma sala, uma cozinha, um quarto de dormir, uma casa-de-banho, um escritório, corredores e dois lanços de escadas, contando ainda com uma garagem. Nestes espaços, o objetivo é fazer com que os telespetadores se sintam na sua própria casa, através de um programa em que a boa disposição e as surpresas foram parte do dia-a-dia.

## Apresentadores
| Apresentadora     | Anos        |
| ----------------- | ----------- |
| Cristina Ferreira | 2019 - 2020 |

| Apresentadores substitutos | Anos        |
| -------------------------- | ----------- |
| Cláudio Ramos              | 2019 - 2020 |
| João Paulo Sousa           | 2020        |
| Joana Barrios              | 2020        |
| João Baião                 | 2020        |

## História

### Daniel Oliveira na direção da SIC
Com a chegada de Daniel Oliveira ao cargo de diretor de programas da SIC, a 28 de junho de 2018, e de forma a fazer aumentar as audiências das manhãs e das tardes da SIC, Daniel Oliveira decide terminar o Queridas Manhãs, apresentado por João Paulo Rodrigues e Júlia Pinheiro. Com esta decisão, é decidido que a antena da SIC durante as manhãs iria ser ocupada por um novo programa apresentado por João Baião (o que não chegou a acontecer), e as tardes, que entretanto estavam ocupadas com o programa Dr. Saúde, iriam dar lugar a um novo programa apresentado por Júlia Pinheiro, mais tarde revelado que se iria chamar simplesmente de Júlia. O programa acabou por estrear no dia 8 de outubro de 2018.

### Transferência de Cristina Ferreira para a SIC
A 22 de agosto de 2018, ocorre uma das maiores transferências televisivas em Portugal, com a mudança de Cristina Ferreira da TVI para a SIC. É anunciado, que a mesma iria ter um programa nas manhãs da SIC, e teria o cargo de consultora executiva da direção-geral de entretenimento da estação, ao lado de Daniel Oliveira.
Ao longo do tempo, e em reação com a estreia iminente de Cristina Ferreira de volta em antena, a principal concorrência, neste caso a RTP1 e a TVI, anunciam alterações nos seus programas das manhãs. A primeira alteração ocorre na RTP1, que a 26 de outubro de 2018, faz regressar o extinto Praça da Alegria (apesar do programa anterior se chamar A Praça, e de possuir os mesmos apresentadores, Jorge Gabriel e Sónia Araújo), e reformula o cenário anteriormente usado no A Praça. De seguida é a vez da TVI, que acaba por anunciar não só uma nova apresentadora para ocupar o lugar deixado vago por Cristina Ferreira no Você na TV! ao lado de Manuel Luís Goucha, apresentando Maria Cerqueira Gomes, vinda do Porto Canal, como também que o programa iria ter uma renovação total. A nova versão do programa estreou a 2 de janeiro de 2019.

### Novo programa de Cristina Ferreira
Uma das primeiras medidas de Cristina Ferreira para o seu novo programa é a mudança da produtora das manhãs da SIC, ficando assim a cargo da Coral Europa, produtora com a qual já tinha trabalhado anteriormente na TVI e produtora do A Tarde É Sua, substituindo a Fremantle que produzia anteriormente, naquele horário, o Queridas Manhãs, de forma a trazer parte da equipa com o qual já tinha lidado, como o realizador da Coral Europa, João Patrício.
No início de dezembro, e a faltar um mês para a estreia do programa, que entretanto se encontrava previsto estrear a 7 de janeiro de 2019, é revelado que o novo programa da Cristina iria-se chamar simplesmente O Programa da Cristina.
A 7 de janeiro de 2019, estreia o programa, contando com a presença do presidente do Sport Lisboa e Benfica, Luís Filipe Vieira, e com uma chamada surpresa do Presidente da República Portuguesa, Marcelo Rebelo de Sousa, de forma a congratular Cristina Ferreira pelo programa.
Cristina Ferreira contou durante cerca de um ano, com a presença de Cláudio Ramos, intitulado de "vizinho" que se juntava à apresentadora com regularidade para momentos de descontração e boa disposição assumindo a condução do programa nas ausências da apresentadora residente. A sua última participação no programa foi a 10 fevereiro de 2020, altura em que é confirmada a sua transferência para a TVI com o objetivo de apresentar o Big Brother.
Com esta saída, João Paulo Sousa e Joana Barrios passam a conduzir o programa nas ausências da apresentadora do programa.

## Audiências
Na sua estreia, o programa teve 655 500 espetadores em média (correspondente a 6,9% de rating) e teve 40,6% de share. Ficou a grande distância dos seus principais concorrentes, neste caso o Você na TV!, que teve 470, 500 espetadores (4,9% de rating) e 28% de share, e a Praça da Alegria, que ficou nos 104 500 espetadores (1,1% de rating) e 6,8% de share. O Programa da Cristina conseguiu ainda ter o melhor resultado de share das manhãs da SIC desde 2002, altura em que a SIC transmitia o SIC 10 Horas.
No segundo episódio,  “O Programa da Cristina” subiu a quota média de mercado e marcou mais do dobro do “Você na TV!”. O resultado foi de 6,0% de audiência média com um share de 41,6%. Foram 584,100 os espectadores que viram em média o formato. Quase mais 350 mil espectadores que o principal concorrente, “Você na TV!”. Bem perto do fim o novo programa das manhãs da SIC chegou a beirar o milhão de espectadores e, noutro momento, voltou a aproximar-se dos 50%. Quer isto dizer que quase metade dos espectadores estavam com Cristina Ferreira nesse período.
No dia 24 de fevereiro,a  SIC emitiu uma edição especial de “O Programa da Cristina” que ocupou toda a tarde, entre o “Primeiro Jornal” e o “Jornal da Noite”. Tal como acontece desde a estreia,aos dias úteis, o formato foi líder de audiências. Apesar do primeiro lugar na faixa, o talk show viu a TVI chegar mais perto do que o tradicional. Com 7,1% de audiência média e 20,9% de share, “O Programa da Cristina” rendeu à SIC uma média de 685.600 espectadores fidelizados. No mesmo período o “Somos Portugal”, habitual líder, caiu para a vice-liderança das audiências a mais de 100 mil espectadores da estação de Paço de Arcos. Em termos médios o programa das festas da TVI marcou 5,9/17,7%. Foram 576.000 os espectadores que, em média, estiveram com o direto de Celorico da Beira. Ainda nesta faixa a RTP1 teve vários programas entre magazines, futsal e cinema. O resultado foi de 2,3/6,9% e 223.200 espectadores fidelizados.
No dia 5 de março de 2019, com a visita do primeiro-ministro António Costa,  “O Programa da Cristina” bateu recorde com 7,7% de audiência média e 28,5% de quota média de mercado (745 mil espectadores), liderando o horário de forma absoluta
No dia 15 de abril de 2019, com a apresentação de Cláudio Ramos, "O Programa da Cristina" manteve a preferência dos espectadores e  fechou com 4,7% de rating com uma quota média de mercado correspondente de 26,5%. Foram 459,600 os espectadores que, em média, seguiram o talk show na ausência de Cristina Ferreira. Líder do início ao fim, o formato teve tantos espectadores como a concorrência direta somada.
Com o objetivo de promover a série da SIC "Golpe de Sorte", "O Programa da Cristina" teve 5 emissões especiais às 19h na semana de 20 a 24 de maio de 2019. O valor do primeiro episódio foi de 7,3% de rating e 21,2% de share. Na concorrência, "O Preço Certo" e Fernando Mendes entregaram a vice-liderança à RTP1 com 638 mil pessoas, na TVI, o especial informação que seguiu o plantel do SL Benfica, campeão nacional, à Câmara Municipal de Lisboa teve mais de metade da audiência da SIC (321 mil).
| Média | Média     | Rating | Share | Ref. |
| ----- | --------- | ------ | ----- | ---- |
| 2019  | Janeiro   | 5,2%   | 34,6% | ...  |
| 2019  | Fevereiro | 4,6%   | 32,4% | ...  |
| 2019  | Março     | 4,7%   | 32,5% | ...  |
| 2019  | Abril     | 4,2%   | 28,1% | ...  |
| 2019  | Maio      | 4,3%   | 30,8% | ...  |
| 2019  | Junho     | 4,1%   | 26,9% | ...  |
| 2019  | Julho     | 4,2%   | 25,8% | ...  |
| 2019  | Agosto    | 4,1%   | 22,1% | ...  |
| 2019  | Setembro  | 4,1%   | 27,2% | ...  |
| 2019  | Outubro   | 3,9%   | 28,6% | ...  |
| 2019  | Novembro  | 4,1%   | 27,8% | ...  |
| 2019  | Dezembro  | ...    | ...   | ...  |
| Total | Total     | ...    | ...   | ...  |

## Prémios
Troféus de Televisão TV 7 Dias/Impala
| Ano  | Prémio                     | Resultado |
| ---- | -------------------------- | --------- |
| 2021 | Entretenimento - Talk Show | Indicado  |